# The Way You Look Tonight
The Way You Look Tonight es una canción compuesta por Dorothy Fields y Jerome Kern en 1936 para la película Swing Time, donde era interpretada por Fred Astaire. La canción ganó el tercer premio Óscar a la mejor canción original de dicho año, premio que había empezado a entregarse solo dos años antes, y las galardonadas en esas ocasiones fueron The Continental (1934) y Lullaby of Broadway (1935). Se cuenta que cuando el compositor Jerome Kern le mostró por primera vez la melodía a Fields, esta encontró la música tan bonita que tuvo que abandonar la habitación llorando.
Asimismo, la canción también es famosa por estar incluida en la popular lista de las 100 canciones más representativas del cine estadounidense en el puesto número 43.

## Contexto
En la película Ginger Rogers está lavándose la cabeza cuando escucha la dulce melodía de la canción cantada y tocada al piano por Fred Astaire, y queda como hipnotizada por la música y se dirige al salón; cuando termina esta, se mira en un espejo percatándose que tiene la cabeza enjabonada y corre graciosamente al baño de nuevo.

## Letra
Some day, when i'm awfully low,
 when the world is cold,
 i will feel a glow just thinking of you...
 and the way you look tonight.
 Yes you're lovely, with your smile so warm
 and your cheeks so soft,
 there is nothing for me but to love you,
 and the way you look tonight.
With each word your tenderness grows,
 tearing my fear apart...
 and that laugh that wrinkles your nose,
 it touches my foolish heart.
 Lovely ... never, ever change.
 keep that breathless charm.
 won't you please arrange it?
 'cause i love you ... just the way you look tonight.
 Mm, mm, mm, mm,
 just the way you look to-night.